# Дуров, Симон Феодосиевич
Дуров Симон Феодосиевич (1727 — до 1798) — капитан 1-го ранга, бригадир, с.-петербургский вице-губернатор.  

## Биография
Родился в 1727—1729. Из дворян Рязанской губернии, ветви владимирских Дуровых.  Сын подпрапорщика драгунского полка. 
По сенатской резолюции «для определения в службу во флот отослан ко обучению в Московскую академическую контору» 14 (25) марта 1744; зачислен учеником Морской академии 21 марта (1 апреля) 1744; произведён гардемарином 15 (26) февраля 1747. Находился в практических плаваниях и кампаниях в Балтийском море с 1747 по 1769. 
Пожалован мичманом 30 декабря 1751 (10 января 1752); флота унтер-лейтенантом 1 (12) сентября 1754; в корабельные секретари 21 января (1 февраля) 1758; корабельного флота лейтенантом 30 апреля (11 мая) 1758. Участвовал в Семилетней войне, капитаном 12-орудийного пакетбота «Лебедь» ходил из Кронштадта в Киль в кампанию 1762 года. 
На вакансию произведён флота капитан-поручиком (капитан-лейтенантом) в ранге армии майора 19 (30) апреля 1764; командир над штурманской ротой, трубаческой, барабанной и славяно-российской морскими школами в Кронштадте (1765); командирован с 4 штурманами для промера мест «на кронштадтском острове» (1765); назначен присутствующим в казначейской экспедиции Адмиралтейств-коллегии (1767); определён в счётную экспедицию Адмиралтейств-коллегии (1768); командирован на корабли, строящиеся в Архангельске (03.01.1768); назначен капитаном 22-орудийного пинка «Венера» (17.05.1768); с эскадрой перешел из Архангельска и пришел в Кронштадт (08.1768).
Участник Русско-турецкой войны. В летнюю кампанию 1769 (июнь-август) капитаном 32-орудийного фрегата «Гремящий» в составе Кронштадтской эскадры крейсировал в Балтийском море близ о. Готланда, обеспечивая переход кораблей 1-й Архипелагской (1-й Средиземноморской обшивной) эскадры; пришел в Ревельский порт «за умножением больных служителей» 5 (16) сентября 1769. 
Произведён в капитаны 2-го ранга с назначением советником Московской адмиралтейской конторы 30 июля (10 августа) 1769; назначен в счётную комиссию Адмиралтейств-коллегии 8 (19) января 1770; вступил в должность советника Московской адмиралтейской конторы 10 (21) марта 1770.
По окончании кампании 1772 подал прошение об отставке. Произведён в капитаны 1-го ранга с назначением, вместо отставки и пожаловании пенсией, на береговую должность капитана над Галерным портом в С.-Петербурге 31 декабря 1772 (11 января 1773). Осенью 1774 вновь подал прошение об отставке. Уволен от военной службы, по болезни, капитаном бригадирского ранга (бригадир морского ведомства) 13 (24) января 1775. 
Из отставных назначен главным смотрителем Инвалидного корпуса на Каменном острове (1775). Переименован бригадиром 16 (27) марта 1776. Определён членом морского департамента Камер-коллегии на место надворного советника (1776). Член в Московском губернском департаменте (-/1777—1778). Первый губернаторский товарищ (первый вице-губернатор) С.-Петербургской губернии (1778—15.07.1779). Отрешен от должности губернаторского товарища «за проступки по службе» 15 (26) июля 1779. 
Председатель 2-го департамента Верхней расправы Рязанского наместничества (-/1784/-). Советник Рязанской уголовной палаты (-/31.12.1785—1788/-). В некоторых дореволюционных и современных  биобиблиографических справочниках необоснованно назван вице-адмиралом. В 1744 за ним с тремя братьями было 6 душ в Рязанском уезде; в 1761—1766 показывал за собой 12 душ. Умер не позднее 1798.
С.-Петербургский домовладелец: за ним на берегу р. Большой Невы, на Литейной стороне, за Летним садом, дом под № 7.

## Семья
- Брат — Иван Федосеевич Дуров, полковник, предводитель дворянства Зарайского уезда (1782—1784).
- Жена — Наталия Антоновна, урождённая Гринвальд, дочь гарнизона г. Архангельска полковника А. И. Гринвальда[18].
- Дочь — Екатерина.
- Дочь — Наталия Симоновна Нертовская[19] (08.1777—3.02.1814), жена статского советника В. И. Нертовского[20]. С.-петербургская домовладелица в конце XVIII — начале XIX в.: за ней, на берегу р. Большой Невы, от Летнего сада второй каменный дом[21]; за ней же 3-этажный каменный дом в Литейной части, 2-го квартала, по наб. р. Фонтанки, под № 104[22], ныне известный как Дом Пашковых (совр. — наб. р. Фонтанки, 18)[23].
  - Внучка — София Васильевна Афендик, урождённая Нертовская (24.03.1801—23.06.1831), жена волынского и псковского вице-губернатора И. К. Афендика.